# Benafer
Benafer là một đô thị trong tỉnh Castellón, Cộng đồng Valencia, Tây Ban Nha. Đô thị Benafer có diện tích 67,6 km², dân số theo điều tra năm 2010 của Viện thống kê quốc gia Tây Ban Nha là 179 người. Đô thị Benafer nằm ở khu vực có độ cao 587 mét trên mực nước biển.